# Маккензи-Кинг
Маккензи-Кинг (англ. Mackenzie King Island) — остров Канадского Арктического архипелага. В настоящее время остров необитаем (2012).

## География

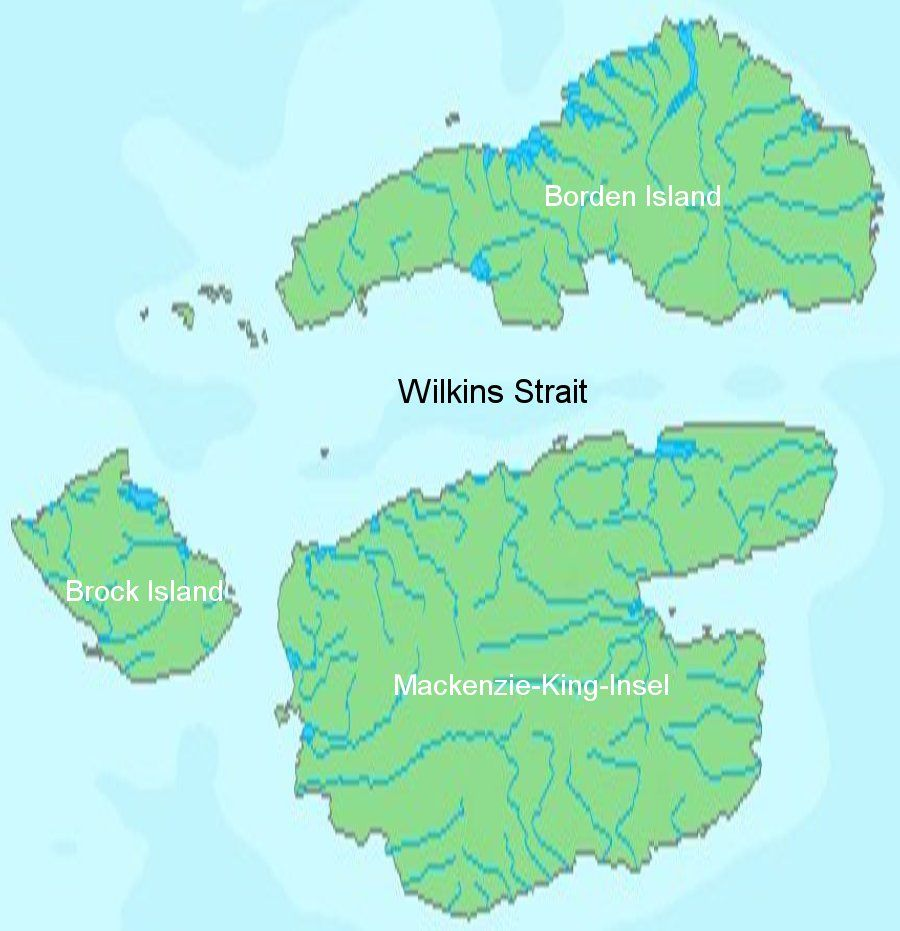
Острова Маккензи-Кинг (снизу), Борден (сверху) и Брок (слева)

Площадь острова составляет 5048 км², он занимает 115-е место по площади в мире и 26-е в Канаде. Длина береговой линии 444 км.
Остров Маккензи-Кинг наибольший из группы островов, расположенной в западной части Островов Королевы Елизаветы. Группа из трех островов включает в себя небольшой остров Брок (в 6 км к западу) и остров Борден (в 18 км к северу, через пролив Уилкинс).
Остров почти квадратной формы, размером 75 на 80 км. Ландшафт острова в основном низменный и невыразительный, особенно на севере и востоке.

## История
Остров был открыт Вильялмуром Стефансоном в 1915 году. Позже ему дали название в честь премьер-министра Канады Уильяма Лайона Макензи Кинга.